# Combat de Géants : Insectes mutants
Combat de Géants : Insectes mutants est un jeu vidéo édité par Ubisoft, développé par Ubisoft Québec sorti le 18 mars 2010 sur Nintendo DS. C'est un jeu d'action où s'opposent des insectes mutants.

## Accueil
- IGN : 6/10[1]